# Iota Piscium
Iota Piscium (ι Psc / 17 Piscium) es una estrella en la constelación de Piscis de magnitud aparente +4,13.
No tiene nombre propio habitual, pero en la astronomía china, junto a Fum al Samakah (β Piscium), γ Piscium, θ Piscium y ω Piscium, formaba Peih Leih, «el relámpago».
Se encuentra a 45 años luz de distancia del sistema solar.
Iota Piscium es una enana blanco-amarilla de tipo espectral F7V, hasta cierto punto similar a nuestro Sol, si bien su luminosidad y tamaño son algo mayores.
Con una temperatura superficial de 6300 K, su luminosidad es 3,3 veces superior a la del Sol. Su radio es un 50% más grande que el radio solar y su masa se estima un 25% mayor que la del Sol.
Dado que cuanto mayor es la masa de una estrella más corta es su permanencia en la secuencia principal, con una edad actual de 3700 millones de años, Iota Piscium abandonará la secuencia principal en unos 600 millones de años para transformarse en una subgigante.
Iota Piscium presenta dos características distintivas respecto al Sol. En primer lugar, su período de rotación de 13 días es la mitad del que tiene el Sol. Por otra parte, su metalicidad —dato que se relaciona con la existencia de sistemas planetarios— es tan sólo el 70% de la solar.
No obstante, Iota Piscium es uno de los objetivos prioritarios del Terrestrial Planet Finder (TPF) para la búsqueda de planetas terrestres que puedan albergar vida.